# Parasmittina kirkpatricki
Parasmittina kirkpatricki is een mosdiertjessoort uit de familie van de Smittinidae. De wetenschappelijke naam van de soort is voor het eerst geldig gepubliceerd in 1988 door Hayward.